# Grünhainichen
Grünhainichen település Németországban, azon belül Szászország tartományban. Lakosainak száma 3226 fő (2023. december 31.). Grünhainichen Pockau-Lengefeld, Eppendorf, Leubsdorf, Augustusburg, Gornau/Erzgeb., Zschopau és Börnichen/Erzgeb. községekkel határos.

## Népesség
A település népességének változása:
| Lakosok száma | 3433 | 3403 | 3319 | 3293 | 3226 |
|               | 2017 | 2019 | 2021 | 2022 | 2023 |